# The Invisible Men
The Invisible Men sono un trio di produttori discografici statunitensi, composto da Jason Pebworth, George Astasio e Jon Shave.
Le canzoni degli Invisible Men hanno finora raggiunto oltre 1,5 miliardi di stream su Spotify, 30 milioni di vendite di dischi in tutto il mondo e il trio si è spesso classificato nella top dei cantautori della Music Week. Hanno coprodotto e co-composto il singolo Fancy di Iggy Azalea, che si è posizionato alla prima posizione negli Stati Uniti per sette settimane, vendendo oltre 9,1 milioni di copie in tutto il mondo per il digitale, rendendolo uno dei singoli più venduti di tutti i tempi e il settimo singolo più venduto al mondo nel 2014.
Nel 2017, i The Invisible Men hanno annunciato una joint venture con la Downtown Music Publishing. Le loro prime firme includono il duo di compositrici e produttrici Saltwives, i One Man Silent Disco, Michael Blackburn e i D-DOTs.

## IIVI
Gli Invisible Men hanno aperto un progetto parallelo, producendo sotto il nome "IIVI". Gli IIVI hanno prodotto canzoni per Lil Peep, Bexey e XXXTentacion. Il loro suono è stato descritto come "l'808 e le linee di basso rimbombanti della musica trap [combinati] con le chitarre della musica emo dei primi anni 2000 per creare un'atmosfera che è allo stesso tempo dura e cupa", mescolando "riff emotivi con lo schiaffo della batteria nel rap”. Gli IIVI hanno coprodotto sei dei sette brani dell'album Come Over When You're Sober, Pt. 1 del 2017 e la maggior parte delle canzoni del suo seguito Come Over When You're Sober, Pt. 2.